# Řehoř V.
Řehoř V., vlastním jménem Brun(o) von Kärnten (Bruno z Korutan) (972 Stainach – 18. února 999 Řím) byl od 3. května 996 do své smrti prvním německy hovořícím papežem na papežském stolci.

## Život
Narodil se jako třetí syn korutanského vévody Oty z Wormsgau a dcery hraběte Jindřicha Judity v roce 972, čili byl pravnukem císaře Oty Velikého. Podle legendy se narodil ve Stainachu (dnešní Štýrsko v Rakousku).
Studoval ve Wormsu u mohučského arcibiskupa Willigise, dalším z jeho učitelů byl Jan Philagatos. Poté, co byl krátce činný ve Wormsu jako kaplan, doprovázel jako králův dvorní kaplan Otu III. na cestě do Říma. Po smrti Jana XV. byl ve věku 24 let jmenován svým bratrancem Otou III., vnukem Oty Velikého, papežem, čímž se stal jedním z nejmladších papežů v historii. Ještě ve stejném měsíci (21. května 996) stihl korunovat Otu III. na císaře.
Řehoř V. se od svých předchůdců odlišoval vzorným způsobem života. Protože se blížil konec tisíciletí, s čímž byla v té době rozšířena spousta pověr a strach před koncem světa a Božím trestem, byla v něj vkládána velká naděje.
Římská šlechta byla však nespokojená s papežem věrným císaři. Když roku 997 opustil Řím, jmenovala ve spolupráci s Byzancí Řeka Jana Philagata vzdoropapežem Janem XVI. Řehoř uprchl do Pavie, vrátil se 998 zpět, protože císař Philagata zajal, zmrzačil, donutil jej potupně jet městem Římem na oslu a uvrhl do vězení do konce života.
Když se francouzský král Robert II. bez papežského souhlasu oženil se svou vzdálenou příbuznou, uvalil Řehoř nad celou zemí první interdikt v dějinách.
Řehoř V. zemřel na malárii, pravděpodobně 18. února 999 v Římě. Bývá též připouštěno, že mohl být otráven. Je pohřben v chrámu sv. Petra ve Vatikáně po boku Oty II.

## Odkazy

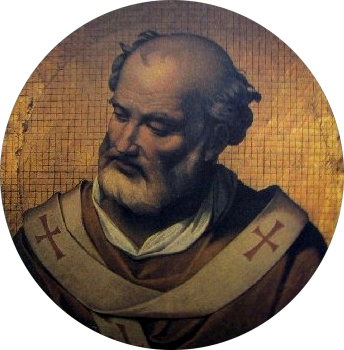
Portrét papeže Řehoře V. v bazilice sv. Pavla za hradbami

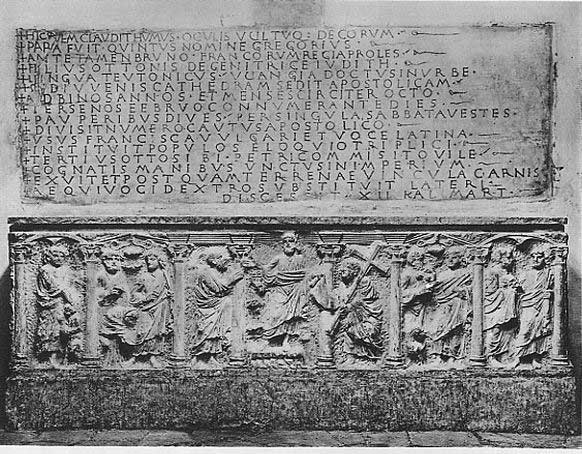
Hrob papeže Řehoře X. ve vatikánských jeskyních pod bazilikou sv. Petra